# Baccharis tricuneata
Baccharis tricuneata là một loài thực vật có hoa trong họ Cúc. Loài này được (L.f.) Pers. mô tả khoa học đầu tiên năm 1807.